# Kiang West

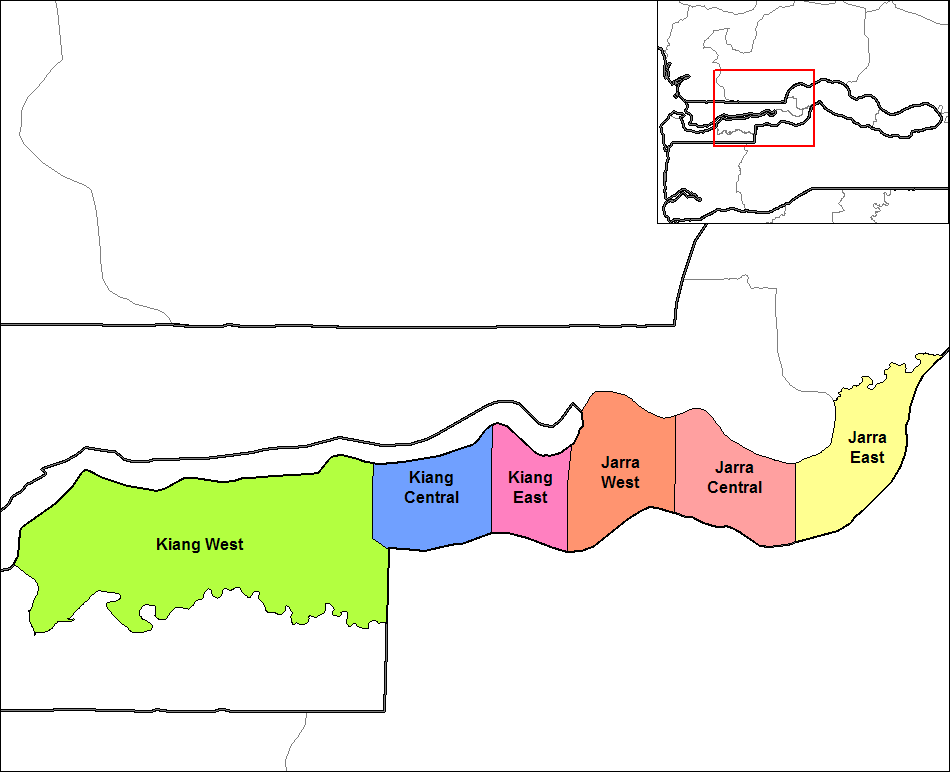
Districten van Lower River Division.

Kiang West is een van de zes districten van de divisie Lower River van Gambia.
Jarra Central · Jarra East · Jarra West · Kiang Central · Kiang East · Kiang West